# Karida
Karida este o arie protejată (arie specială de conservare — SAC, sit de importanță comunitară — SCI) din Estonia întinsă pe o suprafață de 29,9 ha, integral pe uscat.

## Localizare
Centrul sitului Karida este situat la coordonatele 58°18′37″N 22°19′39″E / 58.3104°N 22.3275°E.

## Înființare
Situl Karida a fost declarat sit de importanță comunitară în aprilie 2004 pentru a proteja 1 specie de plante. Situl a fost protejat și ca arie specială de conservare în mai 2007.

## Biodiversitate
Situată în ecoregiunea boreală, aria protejată conține 1 habitat natural: Alvar nordic și șisturi calcaroase precambriene.
La baza desemnării sitului se află o specie protejată de  plante: Tortella rigens.